# Blasticorhinus rivulosa
Blasticorhinus rivulosa là một loài bướm đêm trong họ Noctuidae.

## Hình ảnh

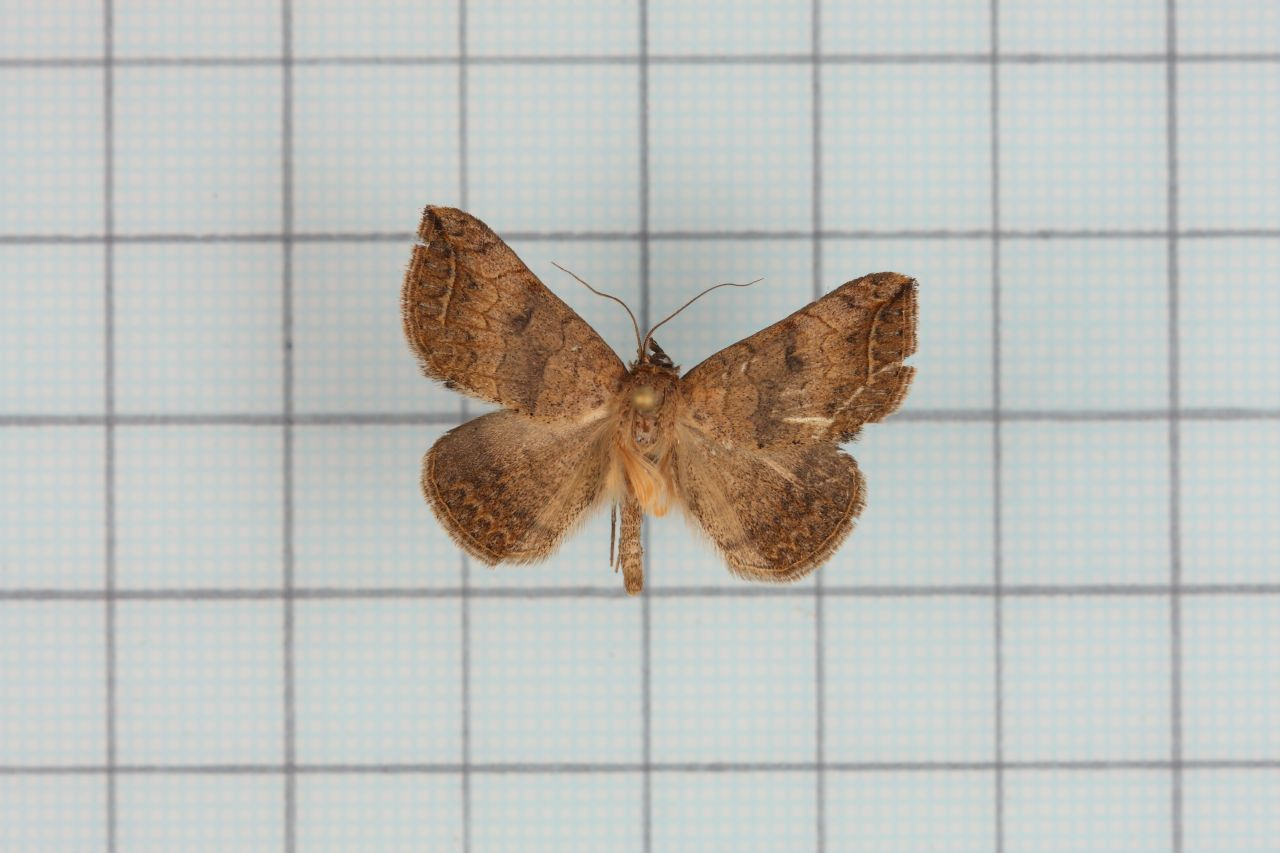